# Ricardo Bressani
Ricardo Bressani Castignoli (Guatemala, 28 de septiembre de 1926 - Ciudad de Guatemala, Guatemala, 30 de enero de 2015) fue un doctor en bioquímica. Fue el inventor de la Incaparina, una harina que ha contribuido a solucionar problemas nutricionales en Guatemala.

## Investigación
Bressani dedicó su vida profesional a investigar soluciones para problemas nutricionales en niños y mujeres. Entre sus principales creaciones destaca la fabricación de harinas nutricionales como la Incaparina, Vitatol e Innovarina y Bienestarina.
Dedicó más de 30 años a la investigación en el área de nutrición humana en las sociedades centroamericanas. Desarrolló productos alimenticios, como galletas, que han sido usadas en programas de alimentación para escuelas en el país.
Formó parte de la Academia de Ciencias Médicas, Físicas y Naturales de Guatemala y la Academia Nacional de Ciencias de Estados Unidos. Fue fundador de la Academia de Ciencias del Tercer Mundo, en Trieste, Italia.

## Títulos Académicos
Universidad Purdue Ph.D. 1956

Iowa State University M.S. 1951

Universidad de Dayton B.S. 1948

Colegio San José de los Infantes

## Premios
- Babcock Hart Award, Institute of Food Technologists de Estados Unidos

```
2 de noviembre
```

- McCollum Award, American Society of Clinical Nutrition
- Doctor honoris causa de Purdue University
- Premio Mundial de Ciencias Albert Einstein, Consejo Cultural Mundial.
- Doctor honoris causa, Universidad del Valle de Guatemala
- Premio 'Abraham Horwitz', Organización Panamericana de la Salud
- Medalla de Oro en Ciencia y Tecnología, Congreso de la República de Guatemala
- La Orden del Quetzal en el Grado de Gran Cruz, Gobierno de Guatemala
- Premio México en Ciencia y Tecnología 2001
- Premio Internacional Danone para la Nutrición 2003.

## Publicaciones
Bressani perteneció a sociedades académicas, cuerpos editoriales en revistas científicas, comités técnicos y tiene más de 500 publicaciones, monografías, capítulos de libros y memorias de conferencias. Entre ellas destacan las siguientes revisiones de tópicos científicos:
- Proteínas en el Grano de Amaranto 1988
- Química, Tecnología y Valor Nutritivo de La Tortilla 1990
- Historia y desarrollo de las Tablas de composición de alimentos de América Latina 1990

Publicó dos libros patrocinados por la Organización de Naciones Unidas para la Agricultura y la Alimentación:
- Maíz en la nutrición humana - FAO 1991
- Valor nutritivo y usos en Alimentación humana de Algunos cultivos autóctonos Subexplotados de Mesoamérica - FAO 1993